# Tumakowo (Kraj Krasnojarski)
Tumakowo (ros. Тумаково) – wieś (sieło) w Rosji, w Kraju Krasnojarskim, w rejonie irbiejskim. W 2010 liczyła 563 mieszkańców.